# Harczos Irén
Harczos Irén, Herczner Irén (Debrecen, 1905. október 25. – Budapest, 1978. július 23.) színésznő.

## Életútja
Herczner István és Szabó Klára leánya. A Rákosi Szidi-féle színiiskolában tanult. Első szerződése 1925-ben Sebestyén Mihály színigazgatónál Miskolcon volt, aztán Gulyás Menyhértnél, majd Deák Ferencnél. Játszott a Budapesti Színházban, a Budai Színkörben, 1926-ban Nyíregyházán, 1927-ben a budapesti Városi Színházban, majd 1929-ben Kecskeméten. 1930-ban Pécsett Fodor Oszkár színigazgatónál működött mint szubrett primadonna, és 1933. augusztus 6-án Nagykanizsán feleségül ment hozzá. 1938-tól a Pódium Írók Kabaréjának volt a tagja, 1939–40-ben a Városi Színházban lépett fel. 1942–43-ban a Szegedi Nemzeti Színház, 1943–44-ben az Új Magyar Színház szerződtette. Egyike volt a vidék legünnepeltebb művésznőinek.

## Szerepei

### Főbb színházi szerepei
- Bob herceg (Huszka Jenő)
- Sarah (Jacobi Viktor: Sybill)
- Angyalka (Molière: Dandin György)
- Colette (Eisemann Mihály: Fekete Péter)

### Filmszerepei
- A nőnek mindig sikerül / Ili férjet fog (1939) – Ili kolléganője
- Mindenki mást szeret (1940) – Marion Wright, amerikai filmszínésznő